# Blanksjön (Undenäs socken, Västergötland, 650180-142610)
Blanksjön är en sjö i Karlsborgs kommun i Västergötland och ingår i Motala ströms huvudavrinningsområde.